# Langue des signes inuit
La langue des signes inuite (en inuktitut : Inuit Uukturausingit, IUR, aussi connue comme ᐆᒃᑐᕋᖅ, Uukturaq ; en inuvialuktun : Ujjiqsuuraq ; en anglais : Inuit Sign Language) est la langue des signes utilisée par les Inuits sourds et entendants du territoire du Nunavut au Canada.
C'est une langue en voie de disparition, la plupart de ses locuteurs étant âgés de plus de 50 ans, les plus jeunes utilisant la langue des signes américaine.

## Caractéristiques
James MacDougall, à la suite de la demande d'expertise sur le fait qu'un Inuit sourd puisse comparaître devant un tribunal, découvre qu'un certain nombre d'Inuits sourds, qui n'ont pas reçu d'éducation dans le sud du Nunavut ni appris la langue des signes américaine (ASL), communiquent avec une langue des signes locale. Il découvre aussi qu'un nombre significatif de personnes hors des familles comportant un sourd utilisaient aussi la langue des signes inuit et étaient capables de communiquer avec les sourds, pouvant parler de sujets variés et exprimer des émotions. MacDougall observe que les Inuits ne parlant pas le même dialecte utilisent aussi l'IUR pour communiquer et suggère que ce n'est pas inhabituel pour les chasseurs nomades et les personnes vivant dans des endroits isolés.

### Variétés
Il existe des variations dialectales entre les différentes collectivités inuit, mais tout porte à croire qu'il existe un fort degré d'intercompréhension entre les divers dialectes.

## Utilisation
En 2000 il n'y aurait que 47 sourds se servant de l'IUR comme moyen principal de communication, Schuit estime qu'au moins deux fois plus de personnes entendantes l'utilisent aussi, donnant un nombre de locuteurs total supérieur à 140.
Seulement un tiers des Inuits sourds utilisent l'IUR, les autres utilisant un mélange d'anglais codé manuellement (en) (en anglais : Manually Coded English, MCE) ou l'ASL.
La langue des signes utilisée dépend principalement du degré d'éducation : les personnes de moins de 50 ans qui ont été éduquées dans les pensionnats pour sourds du sud du Canada ont appris l'ASL et le MCE. Certaines connaissent certains signes inuits mais n'utilisent pas cette langue régulièrement. De nos jours, les enfants inuits sourds fréquentent l'école ordinaire de leur communauté d'origine, avec l'aide d'un interprète qualifié en ASL et ne connaissent pas l'IUR, ce qui contribue à la mise en danger de la langue.
Il y a un fort taux de surdité au Nunavut : dans le sud du territoire, environ 0,1 % de la population est complètement sourde tandis que dans certaines communautés inuits le taux peut monter de 0,5  à 0,6 %. En 2000 MacDougall estime qu'au Nunavut il y avait 155 sourds pour un total d'environ 27 000 habitants. La surdité peut être héréditaire, mais aussi être causée par des accidents ou des maladies. Selon MacDougall, elle « est d'autant plus élevée au Nunavut à cause des épidémies de méningite ».

### Reconnaissance légale
À la suite des travaux de MacDougall, l'IUR est reconnue et protégée dans la section 15 de la Charte canadienne des droits et libertés.